# Euploea liza
Euploea liza är en fjärilsart som beskrevs av Hans Fruhstorfer 1904. Euploea liza ingår i släktet Euploea och familjen praktfjärilar. Inga underarter finns listade i Catalogue of Life.